# Deutzia glabrata
Deutzia glabrata là một loài thực vật có hoa trong họ Tú cầu. Loài này được Kom. mô tả khoa học đầu tiên năm 1903.